# Pont de l'Untertor
Le Pont de l'Untertor (en allemand : Untertorbrücke) est le plus ancien pont de la ville de Berne, en Suisse. Il franchit l'Aar. 

## Histoire
À proximité de lieu où se situe le pont de l'Untertor, il existait probablement une passerelle en bois à l'époque gallo-romaine. Le premier pont a été construit en 1256, puis emporté par une inondation en 1460. Dès l'année suivante, la construction de l'actuel pont est lancé, et s'achève en 1490. Au fil du temps, le pont a été plusieurs fois restauré. En 1844, le pont de Nydegg est ouvert, le trafic sur l'Untertor s'en trouve diminué.
Le pont, couplé avec le château de Felsenburg qui en contrôle l'accès, est inscrit comme bien culturel d'importance nationale.

## Sources
- (de) Cet article est partiellement ou en totalité issu de l’article de Wikipédia en allemand intitulé « Untertorbrücke » (voir la liste des auteurs).
- Pont de l'Untertor sur structurae.de